# TV JOJ
TV JOJ è un'emittente televisiva slovacca lanciata il 2 marzo 2002. TV JOJ fa parte della J&T Media Enterprises.
Accanto a TV JOJ sono nati successivamente dei canali fratelli come Plus e TV WAU.
Su TV JOJ vengono trasmesse sia serie televisive straniere che proprie: tra le serie statunitensi si ricorda CSI - Scena del crimine mentre tra quelle nazionali si ricorda Panelák.
Vengono trasmessi anche reality e talent show, per esempio nel 2007 è andata in onda la prima edizione di Slovakia's Next Top Model, dal 2010 è trasmessa Česko Slovensko má talent e mentre nel 2014 è stata trasmessa la prima edizione di X Factor.
Sono trasmessi programmi di intrattenimento come Zbohom, Slovensko! o game show/telequiz come Cena je správna.